# Tarzetta
Tarzetta (Cooke) Lambotte – rodzaj grzybów należący do rodziny Tarzettaceae.

## Systematyka i nazewnictwo
Pozycja w klasyfikacji według Index Fungorum: Tarzettaceae, Incertae sedis, Incertae sedis, Pezizomycetes, Pezizomycotina, Ascomycota, Fungi.
Synonimy nazwy naukowej: Peziza subgen. Cooke, Pustularia Fuckel, Pustulina Eckblad.
Gatunki występujące w Polsce:
- Tarzetta catinus (Holmsk.) Korf & J.K. Rogers 1971[3]
- Tarzetta cupularis (L.) Svrček 1981[3]
- Tarzetta spurcata (Pers.) Harmaja 1974[4]

Nazwy naukowe na podstawie Index Fungorum. Wykaz gatunków według M.A. Chmiel i innych.